# Ingrandes-Le Fresne sur Loire
Ingrandes-Le Fresne sur Loire è un comune francese del dipartimento del Maine e Loira nella regione dei Paesi della Loira.
È stato creato il 1º gennaio 2016 dalla fusione dei preesistenti comuni di Ingrandes e Le Fresne-sur-Loire.
Il capoluogo è la località di Ingrandes.